# DirectDraw Surface
DDS (DirectDraw Surface) — формат хранения данных, разработанный корпорацией Microsoft для использования в библиотеке DirectX.

## Общая информация
DDS чаще всего используется для хранения текстур и применяется во множестве 3D-приложений, а также в современных 3D-играх. Позволяет хранить текстуры как в сжатом, так и в несжатом виде. Первоначально в качестве алгоритма сжатия использовался пропиетарный кодек S3TC. Сжатые таким образом текстуры могут быть обработаны графическим процессором на аппаратном уровне. Благодаря этому скорость обработки текстур значительно выше. Данный формат удобен для хранения обычных и кубических текстур.

## История создания
Формат был впервые представлен в DirectX 7.0, в версии DirectX 8.0 в него была добавлена поддержка объёмных текстур.  В Direct3D 10 появилась поддержка хранения массивов текстур и новых форматов текстур.
Изначально DDS был создан для использования в DirectX, но его можно использовать и в OpenGL.

## Общие спецификации
| Тип           | формат растрового изображения |
| Расширение    | *.dds                         |
| Сжатие        | без сжатия, DXTn              |
| Глубина цвета | от 1 до 128 бит               |

Для преобразования текстур в формат DDS известные производители видеокарт выпустили свои утилиты. Также существуют плагины для многих графических редакторов, позволяющие использовать этот формат.